# Army Men: Major Malfunction
Army Men: Major Malfunction — відеогра з серії Army Men, випущена Global Star Software в 2006 році для консолей Xbox та PlayStation 2. 

## Історія
Головний герой-солдат по імені Андерсон. Він змушений боротися з безліччю ворожих солдатів, і намагається перемогти головного лиходія.

## Критика
Гра була широко піддана різкій критиці за поганий сюжет, графіку та штучний інтелект ворогів,. За даними GameSpot гра має «жахливі проблеми з прицілюванням і управлінням камерою». IGN дав версії для Xbox ігри 3.0 з 10, а GameSpot — 3.1 з 10.